# Selaginella heterostachys
Selaginella heterostachys är en mosslummerväxtart som beskrevs av Bak.. Selaginella heterostachys ingår i släktet mosslumrar, och familjen mosslummerväxter. Inga underarter finns listade i Catalogue of Life.